# Hans-Rudolf Dürrenmatt
Hans-Rudolf (Willy) Dürrenmatt (* 17. Mai 1936; † 4. Oktober 2023) war ein Schweizer Musikwissenschaftler und Titularprofessor an der ETH Zürich.

## Leben
Hans-Rudolf Willy Dürrenmatt studierte und doktorierte 1967 an der Universität Bern im Bereich Musikwissenschaft, neuere deutsche Literatur und allgemeine Geschichte der Neuzeit. Während und nach seinem Doktorat besuchte er die Dirigentenklasse von Hans Swarowsky an der Akademie für Musik und darstellende Kunst in Wien. Als Werkstudent erfasste er von 1965 bis 1968 im Auftrag der Schweizerischen Musikforschenden Gesellschaft für das Internationale Quellenlexikon der Musik Einzeldrucke vor 1800 in Schweizer Bibliotheken. Nach dem Doktorat (1967) in Bern bei Arnold Geering erforschte Hans-Rudolf Dürrenmatt als Stipendiat des Schweizerischen Nationalfonds an der New York University bei Jan LaRue die thematische Differenzierung in Sinfonien des 18. Jahrhunderts. Seine anschliessenden beruflichen Stationen umfassen den Aufbau einer neuen Musikabteilung mit Noten, Büchern und Tonträgern in der Zentralbibliothek Solothurn und ab 1981 bis zu seiner Pensionierung 1998 die Funktion als Leiter der Phonothek beim Schweizer Radio DRS in Bern. So wurde er im Jahre 1976 von Pro Helvetia mit einer Projektstudie für die Einrichtung einer schweizerischen Landesphonothek beauftragt, wodurch er massgeblich dazu beitrug, dass die Schweizerische Nationalphonothek gegründet werden konnte. Ab dem Jahr 1969 bis zu seinem altersbedingten Ausscheiden im Oktober 1998 unterrichtete Hans-Rudolf Dürrenmatt an der ETH Zürich und der damaligen Abteilung XII. Aufgrund seines grossen Engagements in der Lehre wurde ihm 1984 vom Bundesrat der Titel eines Professors verliehen.

## Schaffen
Seine zahlreichen Vorlesungen umfassten verschiedene Musikperioden, die sich vom Barock, der Vorklassik zur Klassik und Romantik bis zum 20. Jahrhundert spannten. Daneben bot er Vertiefungen im Bereich Formen- und Harmonielehre sowie Musikgeschichte an. Einen Namen hatte sich Hans-Rudolf Willy Dürrenmatt durch seine vorbildliche Aufbauarbeit der Phonothek gemacht, womit er den Grundstein für musikwissenschaftliche Forschung legte. Dank seiner Expertise in der Tonträger-Erfassung und Katalogisierung war er auch regelmässig als Dozent bei der Vereinigung der Schweizerischen Bibliothekare und als Vorstandsmitglied der Ländergruppe Deutschland/Deutschschweiz der Internationalen Vereinigung der Schallarchive tätig.

## Publikationen (Auswahl)
- Die Durchführung bei Johann Stamitz (1717-1757). Beiträge zum Problem der Durchführung und analytische Untersuchung von ersten Sinfoniesätzen. Paul Haupt, Bern, 1969. Publikationen der Schweizerischen Musikforschenden Gesellschaft. Serie 2, Vol. 19.
- mit Murray Gould, Jan LaRue: Die Notierung thematischer Incipits auf "Mark-Sense-Cards". Thematisch-bibliographische Katalogisierung im Zeitraum von 1600─1800 mit Hilfe elektronischer Datenverarbeitung. In: Fontes Artis Musicae, Vol. 17, No. 1/2 (1970), S. 15─23.

- Casimir Meister, 1869 - 1941. Verzeichnis der handschriftlichen und gedruckten Werke in der Zentralbibliothek Solothurn, Zentralbibliothek Solothurn, Historische Musiksammlung, Solothurn, Zentralbibliothek 2009, 215 S., Noten, ISBN 978-3-9523134-2-8